# Самодержавство

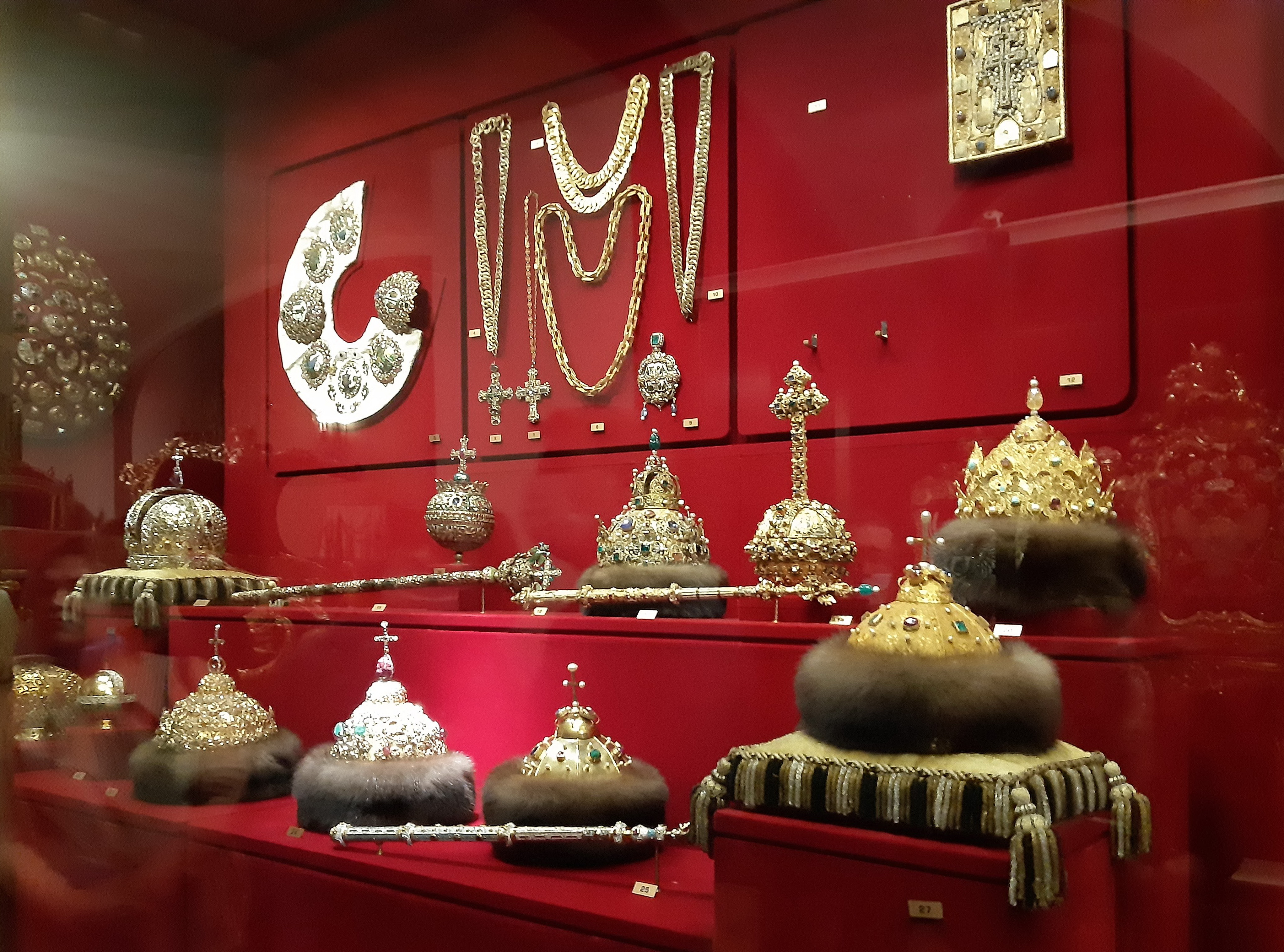
Символічні атрибути влади самодержавців

Самодержавство (рос. Самодержавие) — форма автократії (згодом абсолютної монархії), що існувала у Московії та Російській імперії. Може означати державний лад, що існував з 2-ї пол. XV ст. до лютого 1917 або характеристику влади московського великого князя, царя, згодом — російського імператора.

## Опис
У широкому сенсі поняття самодержавства є синонімічним поняттю феодально-абсолютистської влади, уособленої монархом. Проте феодальний абсолютизм мав різні історичні прояви за умов різних країн. У процесі формування централізованої феодальної держави Московії відповідний термін «самодержавство» почали використовувати для позначення влади царя, а з утворенням Російської імперії — як загальне визначення влади імператора. Прикметно, що титул царя був прийнятий на Московії практично одночасно із запровадженням в офіц. вжиток терміна «самодержавець» (рос. самодержец).
Першим, хто офіційно прийняв іменування «самодержавець», був великий князь московський Іван III Васильович. У такий спосіб прагнули довести те, що московський великий князь (згодом — цар, імператор) виконував роль наступника та політичного спадкоємця візантійських імператорів, або імператорів ромеїв. Важливим є те, що термін «самодержавець» є, по суті, відтворенням частини грецькомовного титулу візантійських імператорів — автократор. На думку багатьох російських дослідників ХІХ — поч. ХХ ст., прийняття московськими правителями іменування «самодержавець» знаменувало звільнення від довготривалої політичної залежності від Золотої Орди.
Активне використання терміна «самодержавство» й похідних від нього почалося за часів правління Петра I. Про самодержавство йшлося в маніфесті Анни Іванівни, виданому з приводу її сходження на престол, а також у наказі Катерини II. У Зводі законів Російської імперії, виданому за часів правління Миколи I, самодержавний характер влади імператора був відображений у багатьох положеннях. Так, уже в першій статті констатувалося, що «Імператор Всеросійський є монархом самодержавним і необмеженим». Із кінця ХІХ ст. відповідні терміни набули широкого вжитку в політичному, юридичному та побутовому лексиконах. Сам титул монарха, що був визначений в Основних Законах, містив слова «Імператор і Самодержавець Всеросійський».
Вважалося, що поняття самодержавства засвідчує особливі характеристики влади саме московського правителя. Тому за цими характеристиками його відрізняли від інших феодальних монархів. У цьому контексті М. Палієнко відзначав, що «самодержавство означає не абсолютизм, необмежену владу, а ідею верховенства і повноту прав непохідної від когось влади монарха». За словами вченого, імператор був носієм «усіх верховних повноважень державної влади», а влада інших суб'єктів виступала похідною від його волі. У зв'язку з викладеним самодержавний монарх характеризувався як носій «верховної влади» за власним правом, за фактично політичною «особистою потугою». Свідченням таких його якостей вважали, зокрема, те, що в процесі коронації всеросійських імператор, на відміну від інших монархів Європи, сам покладав на себе корону та брав регалії (скіпетр і державу). Відповідна потуга імператора розглядалася як одне із джерел його влади.
Як на інше джерело влади імператора вказували на Божу волю. Зокрема, в Основних Законах всеросійський імператор характеризувався як «Монарх Божою ласкою». При цьому важливу роль визнавали за релігійно-моральним підґрунтям самодержавства. З одного боку, згідно з положеннями Основних Законів імператор визначався «верховним захисником і охоронцем догматів панівної віри». З іншого — сама російська православна церква до таких догматів відносила покірність владі імператора і, по суті, освячувала всі прояви самодержавства.